# Henri Bocquillon
Pour les articles homonymes, voir Bocquillon.
Henri Bocquillon, né le 5 juin 1834 à Crugny (Marne) et mort à Paris le 6 mai 1883, est un médecin et botaniste français.
Docteur des sciences, docteur en médecine, professeur de faculté, il obtint le prix Trémont. Agrégé de la Faculté de médecine de Paris, il publia plusieurs ouvrages d'histoire naturelle.

## Biographie
Henri Bocquillon commence ses études classiques au collège de Sainte-Ménehould. À l’âge de seize ans, il part  à la pension de Fismes, où il fut chargé d’apprendre à lire aux petits enfants. 
Trois ans après, il est bachelier ès-sciences et part pour Paris. Après plusieurs années d’études , il est en 1858 attaché au lycée Napoléon, d’abord comme maître répétiteur, comme professeur de dessin et préparateur de physique, de chimie et d’histoire naturelle. Professeur suppléant de sciences physiques et naturelles au lycée Louis-le-Grand en 1862, il devient titulaire de la même chaire au lycée Henri-IV en 1864, puis au lycée Fontanes en 1867.
En 1861, Bocquillon présente à la Faculté des sciences de Paris ses thèses de docteur. Elles sont remarquées du monde savant et il obtient  le prix Trémont.  Il prépare en même temps sa thèse pour le doctorat en médecine qu’il présente en 1866. Il obtint une médaille d’argent. Dès cette année, 1866, Bocquillon fait un cours de botanique médicale à l’École pratique de médecine et il devient agrégé de la Faculté de médecine de Paris.

## Publications
Henri Bocquillon publie, successivement son Manuel d’histoire naturelle (1866), La Vie des plantes (1868), un travail sur Les Champignons et les Lichens (1869) :
- Revue du groupe des verbénacées, Germer Baillière (Paris), 1861-1863 sur Gallica
- Manuel d'histoire naturelle médicale, Germer Baillière (Paris), 1866 sur Gallica
- La Vie des plantes, Hachette (Paris), coll.  « La Bibliothèque des merveilles », 1868 sur Gallica

## Décorations
- Chevalier de la Légion d'honneur[1] par décret du 22 février 1871